# Jezioro Czarne Małe (Pojezierze Bytowskie)
Jezioro Czarne Małe – jezioro w Polsce, w województwie pomorskim, w powiecie bytowskim, w gminie Kołczygłowy oraz w gminie Tuchomie.
W gminie Kołczygłowy, w obrębie ewidencyjnym Podgórze, leży większa część jeziora. W granicach gminy Tuchomie, w obrębie ewidencyjnym Kramarzyny, leży jedynie niewielki, wschodni fragment.
Lustro wody położone jest na wysokości 201,8 m n.p.m.
Jezioro usytuowane jest w granicach obszaru mającego znaczenie dla Wspólnoty „Ostoja Masłowiczki” (PLH220062) w ramach sieci obszarów chronionych Natura 2000, wyznaczonego w 2011 na powierzchni 1679,99 ha.